# Тимошенко Євгенія Олександрівна
Євге́нія Олекса́ндрівна Тимоше́нко (нар. 20 лютого 1980, Дніпропетровськ) — українська підприємиця, меценатка, засновниця асоціації «Child.ua», очільниця фондів «Соціальний захист», «Назустріч мрії» та марафону «Голос миру».

## Біографія
Народилася 20 лютого 1980 року в Дніпропетровську в родині Юлії Тимошенко та її чоловіка Олександра.
Навчалася у Великій Британії, де закінчила Лондонську школу економіки за спеціальностями політика та філософія. Здобула ступінь бакалавра за спеціалізацією «Державне управління» та ступінь магістра за спеціалізацією «Російська і пострадянська політичні науки».

## Звільнення Юлії Тимошенко

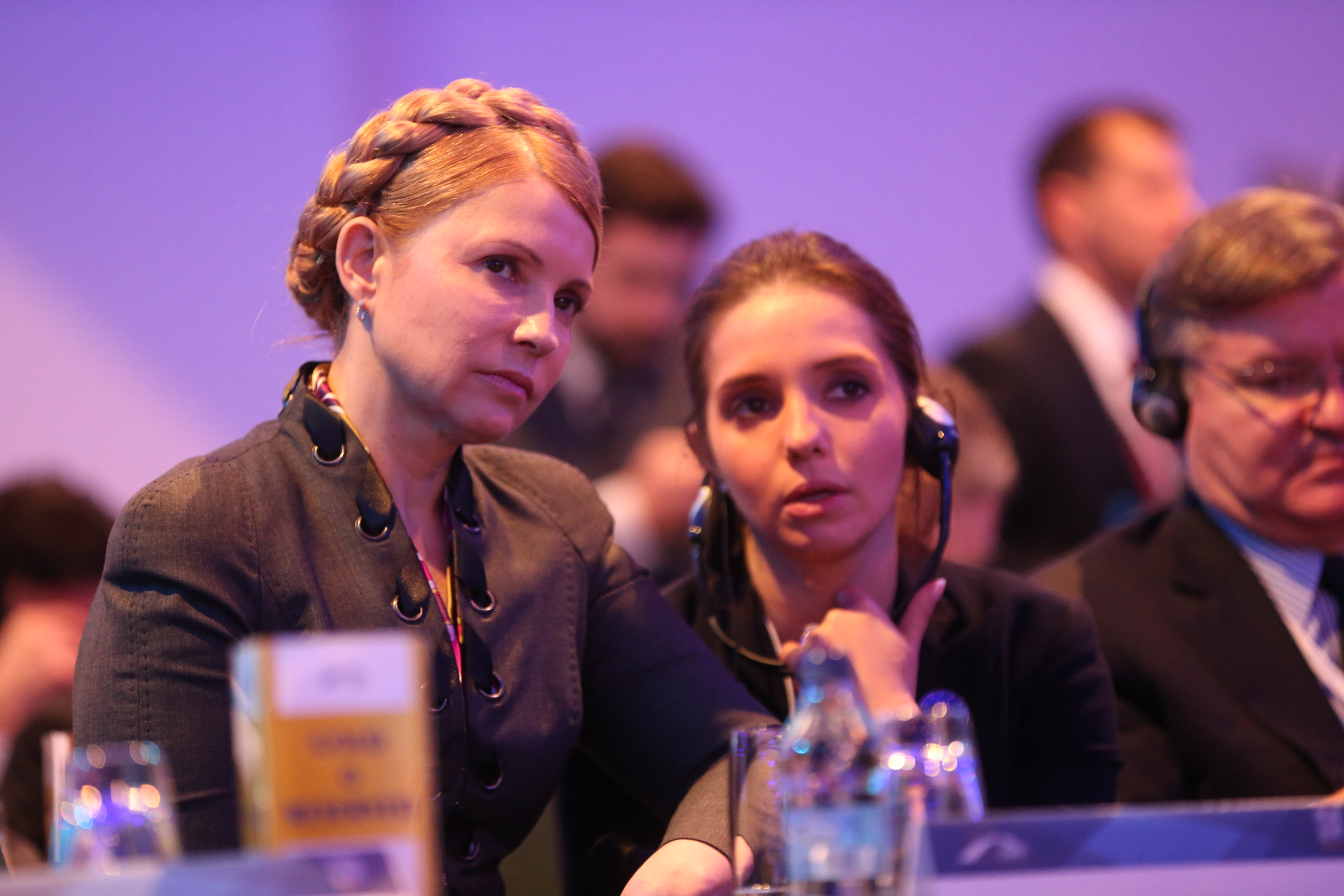
7 березня 2014

Євгенія Тимошенко була захисницею матері під час судового процесу проти неї 2011 року. Проводила кампанію задля її звільнення: зустрічалася з дипломатами та очільниками Євросоюзу, країн заходу та міжнародних організацій, виступила в Сенаті США на засіданні Комісії в закордонних справах парламенту Італії, на Борнгольмській конференції в Данії, на 20-му Конгресі Європейської народної партії, на з'їздах німецького Християнсько-соціального союзу та італійської партії «Союз християнських і центристських демократів» у ЗМІ.
Зверталася до Генеральної прокуратури України з заявою про катування її матері.
11 липня 2013 в Барселоні відбулася церемонія вручення медалі Мануеля Карраско Формігуера, якою представники іспанської політичної партії «Уніо Демократіка де Каталунія» нагородили експрем'єрку України Юлію Тимошенко за внесок у захист демократії, свободи і боротьбу за відновлення верховенства права в Україні. Нагороду для матері отримала Євгенія Тимошенко.
4 жовтня 2014 року в Мілані Євгенія Тимошенко взяла участь в презентації книги «Україна, газ і кайдани: суд над Юлією Тимошенко» (італ. «Ucraina, gas e manette: il processo a Yulia Tymoshenko»). Автором книги про політичні переслідування Юлії Тимошенко за часів режиму Януковича є італійський аналітик Матео Каццулані. Назва книги демонструє чітке розуміння того, що енергетичні питання є головним джерелом залежності України. Автор проводить символічну паралель між Україною та долею Юлії Тимошенко, яку також було позбавлено свободи через її боротьбу з корупцією, олігархією та проти залежності енергетичного сектору України від Росії.

## Євромайдан

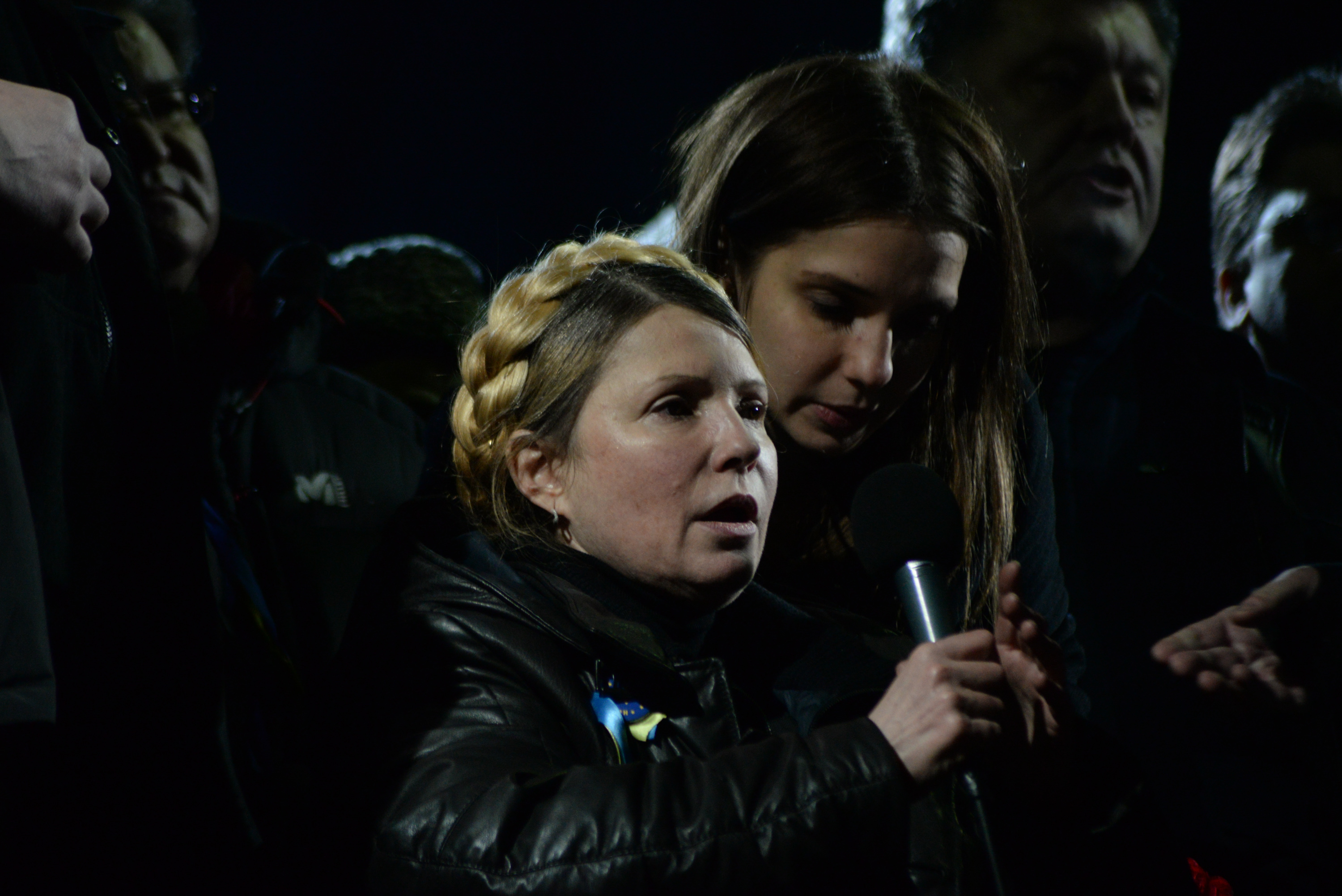
22 лютого 2014 року

24 листопада 2013 року, під час Євромайдану, виступила на сцені, зокрема, зачитала лист матері, адресований народу.
21 лютого 2014 року Євгенія Тимошенко під час зустрічі з віцепрезидентом Європарламенту Джанні Піттеллою та спікеркою парламенту Італії Лаурою Болдрін закликала Європейський Союз негайно ввести в дію санкції проти представників режиму Януковича, відповідальних за кровопролиття в Україні.

## Громадська та благодійна діяльність
Євгенія Тимошенко є засновницею Асоціації «CHILD.UA», яку очолює.
Асоціація об'єднує міжнародні та всеукраїнські громадські організації з метою допомоги дітям, що опинилися у важких життєвих обставинах, надаючи їм можливості та навички для кращого майбутнього. Щороку CHILD.UA проводить благодійні заходи та допомагає дітям. Організація займається соціалізацією та психологічною реабілітацією дітей, надає благодійну допомогу, сприяє їхньому культурному та творчому розвитку.
Євгенія Тимошенко опікується дітьми з особливими потребами..
Є почесним президентом Міжнародної громадської організації «Назустріч мрії», яка займається захистом прав і розкриттям творчого потенціалу дітей-сиріт.
Під час ескалації війни з Росією на Донбасі Євгенія Тимошенко в Міжнародний день миру заснувала і організувала Волонтерський рух «ГОЛОС МИРУ», метою якого стала підтримка громадян України, постраждалих в зоні бойових дій на Сході України.

## Особисте життя
1 жовтня 2005 року у Києві вийшла заміж за британського рок-музиканта та підприємця Шона Карра. Розлучилися у 2012 році.
27 грудня 2014 року вийшла заміж за бізнесмена Артура Чечоткіна (нар. серпень 1982), займається нерухомістю в Брукліні.
Народила і виховує доньку і двох синів.

## Нагороди
20 жовтня 2012 Євгенія Тимошенко отримала медаль форуму Crans Montana за внесок у захист демократії і прав людини. Crans Montana Forum заснований в 1986 році, тісно співпрацює з ООН, ЮНЕСКО, ЄС та іншими інститутами для забезпечення стабільності, безпеки і поваги прав людини в світі.